# Halskette der Harmonia

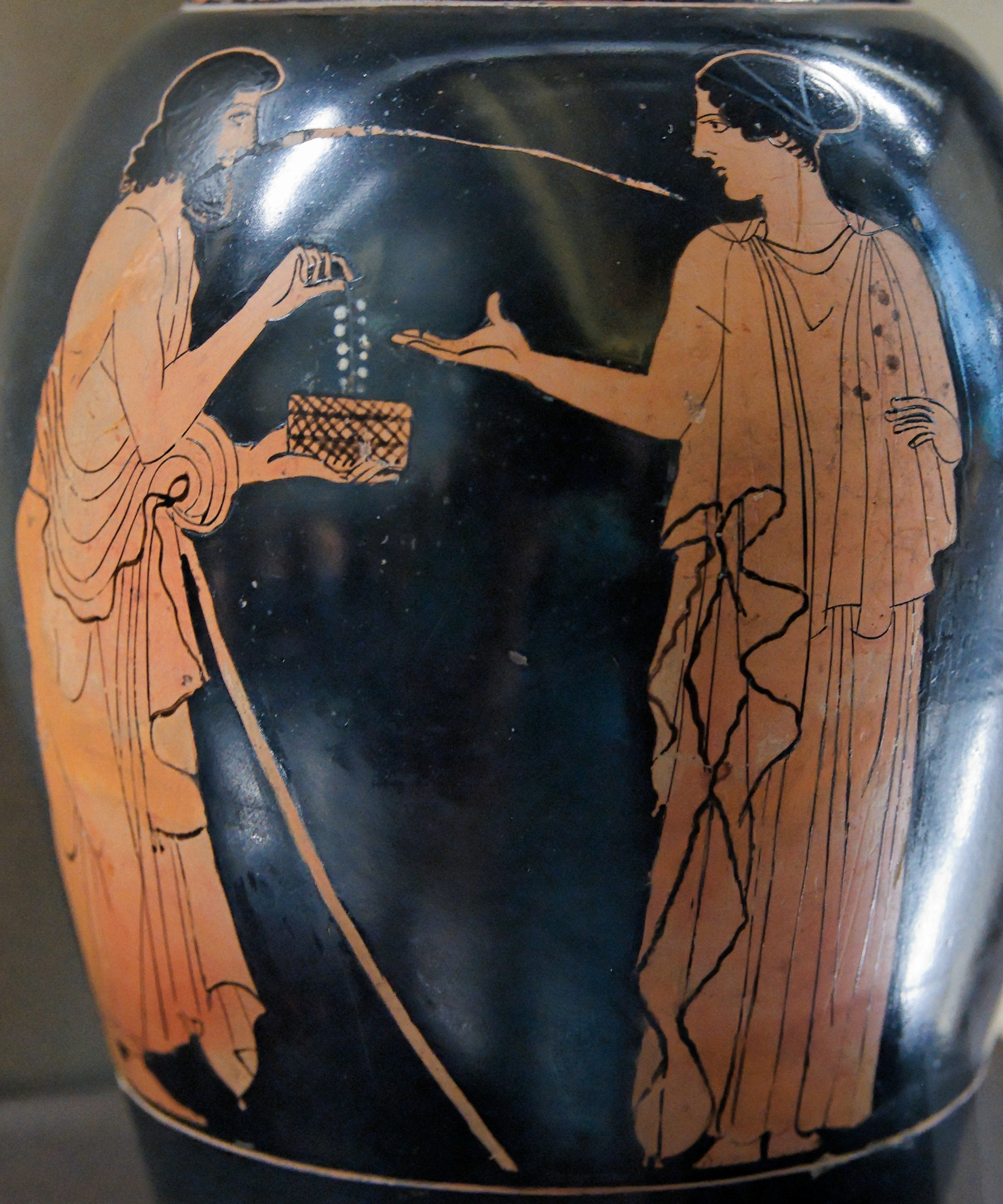
Polyneikes übergibt Eriphyle die Halskette der Harmonia, Oinochoe, um 450/40 v. Chr., Paris, Louvre G 442

Die Halskette der Harmonia, auch Halskette der Eriphyle genannt, ist ein Gegenstand aus der griechischen Mythologie. Sie machte es jeder Trägerin möglich, ewig jung und schön zu bleiben, brachte aber gleichzeitig großes Unglück über jeden ihrer Besitzer.
Die goldene Halskette hat die Form von zwei Schlangen, die mit Juwelen besetzt sind und deren offene Münder eine Schließe bilden.

## Mythos
Hephaistos, der Schmied der olympischen Götter, entdeckt seine Frau Aphrodite beim Ehebruch mit dem Kriegsgott Ares. Er wird wütend und schwört, sich für Aphrodites Untreue zu rächen, indem er alle Kinder verflucht, die möglicherweise aus der ehebrecherischen Verbindung entspringen. Aphrodite gebärt Ares’ Tochter Harmonia, die sich mit Kadmos von Theben verlobt. Als Hephaistos von der königlichen Verlobung hört, überreicht er Harmonia eine Halskette und ein Gewand als Hochzeitsgeschenk (in einigen Versionen des Mythos wird nur die Halskette erwähnt). Diese Halskette des Hephaistos ist verflucht und bringt jeder Trägerin Unheil.

## Besitzer
- Harmonia und Kadmos werden beide nach dem Tragen der Halskette in Schlangen (Drachen in einigen Versionen des Mythos) verwandelt.[2]
- Die Halskette geht an Harmonias Tochter Semele über, die sie an dem Tag trägt, an dem sie von Hera besucht wird, die unterstellt, dass Semeles Liebhaber nicht wirklich Zeus sei (wie dieser behauptet hatte). Dies führt zum Tod von Semele, als sie verlangt, dass Zeus seine Identität beweisen soll, indem er sich in seiner ganzen Pracht als Herr des Himmels zeigt.
- Mehrere Generationen später trägt Königin Iokaste die Halskette, die ihr erlaubt, ihre Jugend und Schönheit zu bewahren. So heiratet sie nach dem Tod ihres Mannes König Laios unwissentlich ihren eigenen Sohn Ödipus. Als später die Wahrheit über Ödipus entdeckt wird, begeht Iokaste Selbstmord und Ödipus reißt sich die Augen aus.
- Als Nächstes erbt Polyneikes die Halskette. Er gibt sie Eriphyle, damit sie damit ihren Mann Amphiaraos überreden kann, die Expedition gegen Theben zu unternehmen.[3] Dies führt zum Tod von Eriphyle, Alkmaeon, Phegeus und dessen Söhnen. Durch Alkmaeon, den Sohn von Eriphyle, gelangt die Halskette dann in die Hände von Phegeus' Tochter Arsinoe (in einigen Versionen Alphesiboea genannt), dann an die Söhne von Phegeus, Pronous und Agenor, und schließlich an die Söhne von Alkmaeon, Amphoterus und Akarnan. Amphoterus und Akarnan widmen die Halskette dem Athena-Tempel in Delphi, um weitere Katastrophen unter den menschlichen Trägern zu verhindern.
- Der Tyrann Phayllus, einer der phokischen Führer im Dritten Heiligen Krieg (356–346 v. Chr.), stiehlt die Halskette aus dem Tempel und bietet sie seiner Geliebten an. Nachdem sie die Kette eine Zeitlang getragen hat, wird ihr Sohn vom Wahn gepackt und steckt das Haus in Brand, wo sie mit all ihren weltlichen Schätzen in den Flammen umkommt. Nach der Geschichte von Phayllus’ Geliebter gibt es keine weiteren Legenden über die verfluchte Halskette der Harmonia.[4]